# Sisicottus
Sisicottus là một chi nhện trong họ Linyphiidae.